# جزیره لمورس: ماداگاسکار
جزیره لمورس: ماداگاسکار (انگلیسی: Island of Lemurs: Madagascar) یک فیلم در ژانر مستند طبیعت و مستند به کارگردانی دیوید داگلاس است. این فیلم در ۴ آوریل ۲۰۱۴ توسط برادران وارنر منتشر شد. این فیلم توسط مورگان فریمن روایت می‌شود.